# EGAS
EGAS ist die Abkürzung für das ESA-Programm European Guaranteed Access to Space, zu deutsch Programm für den garantierten Zugang Europas zum Weltraum. Der ESA-Ministerrat verabschiedete es im Mai 2003. Aus den Mitteln von EGAS werden die Starts der Trägerrakete Ariane 5 subventioniert, um auf dem Weltmarkt konkurrieren zu können. Für den Zeitraum von 2006 bis 2010 wurden ca. 1 Mrd. Euro bereitgestellt. Derzeit (2012) finden Verhandlungen über das Nachfolgeprogramm statt.
Präsidenten  von Arianespace Jean-Yves Le Gall sagte: Ich muss hier anführen, dass eine Konsequenz aus der Neuauflage des Programms ist, dass wir in den vergangenen drei Jahren den Preis pro Start um 50 % anheben mussten.